# Mareanivka, Baranivka
Mareanivka (în ucraineană Мар`янівка) este o așezare de tip urban din raionul Baranivka, regiunea Jîtomîr, Ucraina. În afara localității principale, mai cuprinde și satele Dorohan, Ojhiv, Turova și Zeatîneț.

## Demografie
Componența lingvistică a așezării de tip urban Mareanivka
     Ucraineană (99,13%)
     Alte limbi (0,87%)
Conform recensământului din 2001, majoritatea populației așezării de tip urban Mareanivka era vorbitoare de ucraineană (99,13%), existând în minoritate și vorbitori de alte limbi.